# پارک جونگ چول
این یک نام کره‌ای است؛ نام خانوادگی پارک است.
پارک جونگچول (کره‌ای: 박정철؛ زادهٔ پارک چول در ۵ نوامبر ۱۹۷۶) بازیگر اهل کره جنوبی است. پارک حرفه بازیگری را در سال ۱۹۹۷ از طریق یافتن استعداد توسط شبکه کی‌بی‌اس آغاز کرد و از آن زمان در فیلم اوه! روز شادی (۲۰۰۳) و مجموعه‌های تلویزیونی همچون افسانه (۲۰۰۱)، به یادآور (۲۰۰۲) و ماهی آبی (۲۰۰۶)، جنگ پول: اصلی (۲۰۰۸)، بانوی من (۲۰۰۸) و گوانگ‌گه‌تو فاتح بزرگ (۲۰۱۱) ایفای نقش کرده‌است. او همچنین از سال ۲۰۱۲ تا ۲۰۱۹ یکی از اعضای برنامه قانون جنگل بوده‌است.